# Virginia Squires 1970-1971
La stagione 1970-71 dei Virginia Squires fu la 4ª nella ABA per la franchigia.
I Virginia Squires vinsero la Eastern Division con un record di 55-29. Nei play-off vinsero la semifinale di division con i New York Nets (4-2), perdendo poi la finale di division con i Kentucky Colonels (4-2).

## Roster
| N°    | Naz.                   | Ruolo | Sportivo      | Anno | Alt. | Peso |
| ----- | ---------------------- | ----- | ------------- | ---- | ---- | ---- |
|       | Stati Uniti (bandiera) | C     | Ronald Taylor | 1947 | 216  | 120  |
| 11    | Stati Uniti (bandiera) | G     | Larry Brown   | 1940 | 175  | 73   |
| 14-54 | Stati Uniti (bandiera) | G     | Fatty Taylor  | 1946 | 183  | 79   |
| 15    | Stati Uniti (bandiera) | GA    | Doug Moe      | 1938 | 196  | 98   |
| 16    | Stati Uniti (bandiera) | AC    | Bill Bunting  | 1947 | 203  | 91   |
| 20    | Stati Uniti (bandiera) | G     | Mike Barrett  | 1943 | 188  | 70   |
| 22    | Stati Uniti (bandiera) | G     | Ray Scott     | 1938 | 206  | 98   |
| 24    | Stati Uniti (bandiera) | AC    | Neil Johnson  | 1943 | 201  | 100  |
| 31    | Stati Uniti (bandiera) | GA    | George Irvine | 1948 | 198  | 91   |
| 33    | Stati Uniti (bandiera) | GA    | Charlie Scott | 1948 | 196  | 79   |
| 34    | Stati Uniti (bandiera) | A     | Frank Card    | 1944 | 201  | 88   |
| 34    | Stati Uniti (bandiera) | A     | Mike Maloy    | 1949 | 201  | 98   |
| 40    | Stati Uniti (bandiera) | GA    | George Carter | 1944 | 193  | 95   |
| 42    | Stati Uniti (bandiera) | C     | Jim Eakins    | 1946 | 211  | 98   |

## Staff tecnico
- Allenatore: Al Bianchi